# 22870 Розінг
22870 Розінг (22870 Rosing) — астероїд головного поясу, відкритий 14 вересня 1999 року.
Тіссеранів параметр щодо Юпітера — 3,317.